# Puchar Holandii w piłce siatkowej mężczyzn (2017/2018)
Puchar Holandii w piłce siatkowej mężczyzn 2017/2018 (nider. Nationale Beker Heren 2017/2018) – 45. sezon rozgrywek o siatkarski Puchar Holandii. Zainaugurowany został 4 września 2017 roku i trwał do 18 lutego 2018 roku. W rozgrywkach o Puchar Holandii brały udział kluby z Eredivisie, Topdivisie, 1e divisie, 2e divisie i 3e divisie.
Rozgrywki składały się z rundy wstępnej, dwóch rund eliminacyjnych, 1/8 finału, ćwierćfinałów, półfinałów i finału.
Finał rozegrany został 18 lutego 2018 roku w Sporthal Het Activum w Hoogeveen. Puchar Holandii zdobył SV Land Taurus, pokonując w finale Abiant Lycurgus Groningen.

## Drużyny uczestniczące
| Eredivisie 9 drużyn                | Eredivisie 9 drużyn |
| ---------------------------------- | ------------------- |
| Abiant Lycurgus Groningen          | finał               |
| Advisie/SSS                        | ćwierćfinał         |
| Coníche Topvolleybal Zwolle        | ćwierćfinał         |
| Draisma Dynamo Apeldoorn           | 1/8 finału          |
| Inter Rijswijk                     | ćwierćfinał         |
| Seesing Personeel Orion Doetinchem | finał               |
| SV Land Taurus                     | zwycięstwo          |
| Vallei Volleybal Prins             | 1/8 finału          |
| VV Zaanstad                        | 1/8 finału          |

| Topdivisie 12 drużyn      | Topdivisie 12 drużyn |
| ------------------------- | -------------------- |
| AH van Mierlo/Reflex      | 1/8 finału           |
| CAS CRM ZVH               | 2. runda             |
| De Witte Olhaco Hoogeveen | 2. runda             |
| HLB Van Daal/DS           | 2. runda             |
| Kenders Bouw-DIO/Bedum    | 2. runda             |
| MKB Accountants/VCV       | 1/8 finału           |
| Pelster/Cito Zeist        | 2. runda             |
| Sliedrecht Sport          | półfinał             |
| VoCASA Volleybal Nijmegen | 2. runda             |
| Volley Tilburg            | 2. runda             |
| VV Compaen                | 2. runda             |
| Webton Hengelo            | ćwierćfinał          |

| 1e Divisie A 8 drużyn           | 1e Divisie A 8 drużyn |
| ------------------------------- | --------------------- |
| Avior                           | 2. runda              |
| AVV Keistad                     | 1/8 finału            |
| Axell Claims / Sovoco           | runda wstępna         |
| Ecare Apollo 8                  | 1. runda              |
| Elburger Volleybal Vereniging   | 1/8 finału            |
| Nijhuis Technology Sudosa-Desto | 2. runda              |
| Springendal Set-Up '65          | 2. runda              |
| VV Alterno                      | runda wstępna         |
| 1e Divisie B 8 drużyn           |                       |
| Maatwerkers VCN                 | 1/8 finału            |
| Next Volley Dordrecht           | 1. runda              |
| Peelpush                        | 2. runda              |
| VC City Lens Krimpen            | 2. runda              |
| VC Voerendaal                   | runda wstępna         |
| VELO Volleybal                  | 2. runda              |
| VV Skunk                        | 1. runda              |
| VV Utrecht                      | 1. runda              |

| 2e Divisie A 8 drużyn          | 2e Divisie A 8 drużyn |
| ------------------------------ | --------------------- |
| Casco Montage/VVH              | 1. runda              |
| HHB coaching/CSV               | 1. runda              |
| Krathos                        | 1. runda              |
| Rivo Rijssen                   | 1. runda              |
| SET UP IJsselmuiden            | 1. runda              |
| Side-Out                       | runda wstępna         |
| Twister Veracles               | 1. runda              |
| VC Sneek                       | runda wstępna         |
| 2e Divisie B 6 drużyn          |                       |
| BVC'73                         | 1. runda              |
| Harambee                       | 1. runda              |
| Pegasus                        | 1. runda              |
| VIVES                          | 1. runda              |
| VoCASA Volleybal Nijmegen 2    | 1. runda              |
| Woudenberg                     | 1. runda              |
| 2e Divisie C 8 drużyn          |                       |
| Gemini-Kangeroes               | 1. runda              |
| NOVO Noordwijk                 | 1. runda              |
| NVC Nieuwegein                 | 1. runda              |
| Prima Donna Kaas Huizen        | runda wstępna         |
| US                             | 1. runda              |
| VC Spaarnestad                 | 1. runda              |
| VC WIK Groot-Ammers            | 1. runda              |
| VV Haaglanden                  | runda wstępna         |
| 2e Divisie D 4 drużyny         |                       |
| EMD-Tooling                    | 1. runda              |
| Flamingo's'56                  | 1. runda              |
| Forza Schouwen-Duiveland       | runda wstępna         |
| Kraftwell Symmachia Roosendaal | 1. runda              |

| 3e Divisie A (Regio Noord) 1 drużyna | 3e Divisie A (Regio Noord) 1 drużyna |
| ------------------------------------ | ------------------------------------ |
| Flash Veendam                        | 1. runda                             |
| 3e Divisie A (Regio Zuid) 1 drużyna  |                                      |
| VC WIK Groot-Ammers 2                | 1. runda                             |

## Runda wstępna
| Data       | Drużyna 1                |     | Drużyna 2                       | Sety                                |
| ---------- | ------------------------ | --- | ------------------------------- | ----------------------------------- |
| 04.09.2017 | Avior                    | 3:2 | VV Alterno                      | (17:25, 25:15, 23:25, 25:21, 15:12) |
| 07.09.2017 | Axell Claims / Sovoco    | 2:3 | NVC Nieuwegein                  | (25:23, 21:25, 19:25, 25:23, 11:15) |
| 09.09.2017 | Forza Schouwen-Duiveland | 1:3 | Kraftwell Symmachia Roosendaal  | (17:25, 20:25, 25:22, 16:25)        |
| 09.09.2017 | VC Sneek                 | 1:3 | Elburger Volleybal Vereniging   | (17:25, 25:22, 23:25, 12:25)        |
| 09.09.2017 | VC Voerendaal            | —   | VV Skunk                        | VC Voerendaal wycofał się           |
| 09.09.2017 | Prima Donna Kaas Huizen  | 0:3 | US                              | (24:26, 22:25, 22:25)               |
| 09.09.2017 | Side-Out                 | 0:3 | Ecare Apollo 8                  | (24:26, 27:29, 18:25)               |
| 09.09.2017 | VV Haaglanden            | 1:3 | VC Spaarnestad                  | (22:25, 22:25, 25:20, 15:25)        |
| 09.09.2017 | Twister Veracles         | —   | Nijhuis Technology Sudosa-Desto | obie drużyny uzyskały awans         |

## 1. runda
| Punktacja: liczba punktów = liczba wygranych setów |

### Grupa A
Miejsce: De Waddenhal, Harlingen
Tabela
| Lp. | Drużyna                       | Pkt | Mecze | Mecze | Mecze | Sety | Sety | Sety  | Małe punkty | Małe punkty | Małe punkty |
| Lp. | Drużyna                       | Pkt | M     | W     | P     | wyg. | prz. | ratio | zdob.       | str.        | ratio       |
| --- | ----------------------------- | --- | ----- | ----- | ----- | ---- | ---- | ----- | ----------- | ----------- | ----------- |
| 1   | Elburger Volleybal Vereniging | 6   | 3     | 3     | 0     | 6    | 0    | MAX   | 150         | 100         | 1.500       |
| 2   | HHB coaching/CSV              | 4   | 3     | 2     | 1     | 4    | 4    | 1.000 | 158         | 159         | 0.994       |
| 3   | SET UP IJsselmuiden           | 3   | 3     | 1     | 2     | 3    | 4    | 0.750 | 135         | 145         | 0.931       |
| 4   | Casco Montage/VVH             | 1   | 3     | 0     | 3     | 1    | 6    | 0.167 | 122         | 161         | 0.758       |

Wyniki spotkań
| Data       | Drużyna 1                     |     | Drużyna 2                     | Sety                  |
| ---------- | ----------------------------- | --- | ----------------------------- | --------------------- |
| 16.09.2017 | Casco Montage/VVH             | 1:2 | HHB coaching/CSV              | (16:25, 25:19, 15:17) |
| 16.09.2017 | Elburger Volleybal Vereniging | 2:0 | SET UP IJsselmuiden           | (25:15, 25:17)        |
| 16.09.2017 | SET UP IJsselmuiden           | 1:2 | HHB coaching/CSV              | (25:20, 20:25, 8:15)  |
| 16.09.2017 | Casco Montage/VVH             | 0:2 | Elburger Volleybal Vereniging | (14:25, 17:25)        |
| 16.09.2017 | SET UP IJsselmuiden           | 2:0 | Casco Montage/VVH             | (25:19, 25:16)        |
| 16.09.2017 | HHB coaching/CSV              | 0:2 | Elburger Volleybal Vereniging | (15:25, 22:25)        |

### Grupa B
Miejsce: Parkstadhal, Veendam
Tabela
| Lp. | Drużyna                         | Pkt | Mecze | Mecze | Mecze | Sety | Sety | Sety  | Małe punkty | Małe punkty | Małe punkty |
| Lp. | Drużyna                         | Pkt | M     | W     | P     | wyg. | prz. | ratio | zdob.       | str.        | ratio       |
| --- | ------------------------------- | --- | ----- | ----- | ----- | ---- | ---- | ----- | ----------- | ----------- | ----------- |
| 1   | Nijhuis Technology Sudosa-Desto | 6   | 3     | 3     | 0     | 6    | 1    | 6.000 | 162         | 120         | 1.350       |
| 2   | Twister Veracles                | 4   | 3     | 2     | 1     | 4    | 3    | 1.333 | 146         | 149         | 0.980       |
| 3   | Krathos                         | 2   | 3     | 1     | 2     | 2    | 4    | 0.500 | 125         | 144         | 0.868       |
| 4   | Flash Veendam                   | 2   | 3     | 0     | 3     | 2    | 6    | 0.333 | 153         | 173         | 0.884       |

Wyniki spotkań
| Data       | Drużyna 1                       |     | Drużyna 2                       | Sety                  |
| ---------- | ------------------------------- | --- | ------------------------------- | --------------------- |
| 16.09.2017 | Twister Veracles                | 0:2 | Nijhuis Technology Sudosa-Desto | (17:25, 18:25)        |
| 16.09.2017 | Krathos                         | 2:0 | Flash Veendam                   | (25:22, 25:22)        |
| 16.09.2017 | Krathos                         | 0:2 | Twister Veracles                | (20:25, 19:25)        |
| 16.09.2017 | Nijhuis Technology Sudosa-Desto | 2:1 | Flash Veendam                   | (25:17, 22:25, 15:7)  |
| 16.09.2017 | Flash Veendam                   | 1:2 | Twister Veracles                | (25:18, 19:25, 16:18) |
| 16.09.2017 | Nijhuis Technology Sudosa-Desto | 2:0 | Krathos                         | (25:18, 25:18)        |

### Grupa C
Miejsce: 't Onderschoer, Barchem
Tabela
| Lp. | Drużyna                | Pkt | Mecze | Mecze | Mecze | Sety | Sety | Sety  | Małe punkty | Małe punkty | Małe punkty |
| Lp. | Drużyna                | Pkt | M     | W     | P     | wyg. | prz. | ratio | zdob.       | str.        | ratio       |
| --- | ---------------------- | --- | ----- | ----- | ----- | ---- | ---- | ----- | ----------- | ----------- | ----------- |
| 1   | Springendal Set-Up '65 | 5   | 3     | 2     | 1     | 5    | 4    | 1.250 | 174         | 161         | 1.081       |
| 2   | BVC'73                 | 5   | 3     | 2     | 1     | 5    | 4    | 1.250 | 172         | 162         | 1.062       |
| 3   | Ecare Apollo 8         | 5   | 3     | 2     | 1     | 5    | 4    | 1.250 | 170         | 178         | 0.955       |
| 4   | Rivo Rijssen           | 3   | 3     | 0     | 3     | 3    | 6    | 0.500 | 161         | 176         | 0.915       |

Wyniki spotkań
| Data       | Drużyna 1              |     | Drużyna 2              | Sety                  |
| ---------- | ---------------------- | --- | ---------------------- | --------------------- |
| 16.09.2017 | Ecare Apollo 8         | 2:1 | Springendal Set-Up '65 | (17:25, 25:22, 17:15) |
| 16.09.2017 | Rivo Rijssen           | 1:2 | BVC'73                 | (22:25, 25:19, 9:15)  |
| 16.09.2017 | Rivo Rijssen           | 1:2 | Ecare Apollo 8         | (25:23, 19:25, 13:15) |
| 16.09.2017 | Springendal Set-Up '65 | 2:1 | BVC'73                 | (18:25, 25:17, 15:12) |
| 16.09.2017 | BVC'73                 | 2:1 | Ecare Apollo 8         | (19:25, 25:16, 15:7)  |
| 16.09.2017 | Springendal Set-Up '65 | 2:1 | Rivo Rijssen           | (14:25, 25:14, 15:9)  |

### Grupa D
Miejsce: Sportcentrum Pica Mare, Gennep
Tabela
| Lp. | Drużyna       | Pkt | Mecze | Mecze | Mecze | Sety | Sety | Sety  | Małe punkty | Małe punkty | Małe punkty |
| Lp. | Drużyna       | Pkt | M     | W     | P     | wyg. | prz. | ratio | zdob.       | str.        | ratio       |
| --- | ------------- | --- | ----- | ----- | ----- | ---- | ---- | ----- | ----------- | ----------- | ----------- |
| 1   | Avior         | 6   | 3     | 3     | 0     | 6    | 1    | 6.000 | 159         | 115         | 1.383       |
| 2   | Pegasus       | 5   | 3     | 2     | 1     | 5    | 2    | 2.500 | 155         | 132         | 1.174       |
| 3   | Flamingo's'56 | 2   | 3     | 1     | 2     | 2    | 4    | 0.500 | 117         | 127         | 0.921       |
| 4   | Harambee      | 0   | 3     | 0     | 3     | 0    | 6    | 0.000 | 93          | 150         | 0.620       |

Wyniki spotkań
| Data       | Drużyna 1     |     | Drużyna 2     | Sety                  |
| ---------- | ------------- | --- | ------------- | --------------------- |
| 16.09.2017 | Avior         | 2:1 | Pegasus       | (19:25, 25:18, 15:12) |
| 16.09.2017 | Harambee      | 0:2 | Flamingo's'56 | (13:25, 14:25)        |
| 16.09.2017 | Harambee      | 0:2 | Avior         | (12:25, 16:25)        |
| 16.09.2017 | Pegasus       | 2:0 | Flamingo's'56 | (25:18, 25:17)        |
| 16.09.2017 | Flamingo's'56 | 0:2 | Avior         | (12:25, 20:25)        |
| 16.09.2017 | Pegasus       | 2:0 | Harambee      | (25:16, 25:22)        |

### Grupa E
Miejsce: Sportcentrum de Schans, Reuver
Tabela
| Lp. | Drużyna                     | Pkt | Mecze | Mecze | Mecze | Sety | Sety | Sety  | Małe punkty | Małe punkty | Małe punkty |
| Lp. | Drużyna                     | Pkt | M     | W     | P     | wyg. | prz. | ratio | zdob.       | str.        | ratio       |
| --- | --------------------------- | --- | ----- | ----- | ----- | ---- | ---- | ----- | ----------- | ----------- | ----------- |
| 1   | Peelpush                    | 6   | 3     | 3     | 0     | 6    | 1    | 6.000 | 163         | 140         | 1.164       |
| 2   | VV Skunk                    | 4   | 3     | 1     | 2     | 4    | 4    | 1.000 | 176         | 171         | 1.029       |
| 3   | EMD-Tooling                 | 3   | 3     | 1     | 2     | 3    | 5    | 0.600 | 167         | 171         | 0.977       |
| 4   | VoCASA Volleybal Nijmegen 2 | 2   | 3     | 1     | 2     | 2    | 5    | 0.400 | 131         | 155         | 0.845       |

Wyniki spotkań
| Data       | Drużyna 1                   |     | Drużyna 2                   | Sety                  |
| ---------- | --------------------------- | --- | --------------------------- | --------------------- |
| 16.09.2017 | VV Skunk                    | 1:2 | Peelpush                    | (23:25, 25:23, 13:15) |
| 16.09.2017 | EMD-Tooling                 | 1:2 | VoCASA Volleybal Nijmegen 2 | (25:17, 19:25, 10:15) |
| 16.09.2017 | EMD-Tooling                 | 2:1 | VV Skunk                    | (25:20, 24:26, 20:18) |
| 16.09.2017 | Peelpush                    | 2:0 | VoCASA Volleybal Nijmegen 2 | (25:16, 25:19)        |
| 16.09.2017 | VoCASA Volleybal Nijmegen 2 | 0:2 | VV Skunk                    | (24:26, 15:25)        |
| 16.09.2017 | Peelpush                    | 2:0 | EMD-Tooling                 | (25:23, 25:21)        |

### Grupa F
Miejsce: Sporthal De Boog, Krimpen aan den IJssel
Tabela
| Lp. | Drużyna                        | Pkt | Mecze | Mecze | Mecze | Sety | Sety | Sety  | Małe punkty | Małe punkty | Małe punkty |
| Lp. | Drużyna                        | Pkt | M     | W     | P     | wyg. | prz. | ratio | zdob.       | str.        | ratio       |
| --- | ------------------------------ | --- | ----- | ----- | ----- | ---- | ---- | ----- | ----------- | ----------- | ----------- |
| 1   | VC City Lens Krimpen           | 6   | 3     | 3     | 0     | 6    | 1    | 6.000 | 161         | 143         | 1.126       |
| 2   | Next Volley Dordrecht          | 4   | 3     | 2     | 1     | 4    | 2    | 2.000 | 146         | 136         | 1.074       |
| 3   | VC WIK Groot-Ammers            | 2   | 3     | 1     | 2     | 2    | 4    | 0.500 | 136         | 147         | 0.925       |
| 4   | Kraftwell Symmachia Roosendaal | 2   | 3     | 0     | 3     | 1    | 6    | 0.167 | 144         | 161         | 0.894       |

Wyniki spotkań
| Data       | Drużyna 1                      |     | Drużyna 2                      | Sety                  |
| ---------- | ------------------------------ | --- | ------------------------------ | --------------------- |
| 16.09.2017 | Kraftwell Symmachia Roosendaal | 1:2 | VC City Lens Krimpen           | (23:25, 25:21, 11:15) |
| 16.09.2017 | Next Volley Dordrecht          | 2:0 | VC WIK Groot-Ammers            | (25:21, 27:25)        |
| 16.09.2017 | Next Volley Dordrecht          | 2:0 | Kraftwell Symmachia Roosendaal | (25:19, 25:21)        |
| 16.09.2017 | VC City Lens Krimpen           | 2:0 | VC WIK Groot-Ammers            | (25:17, 25:23)        |
| 16.09.2017 | VC WIK Groot-Ammers            | 2:0 | Kraftwell Symmachia Roosendaal | (25:23, 25:22)        |
| 16.09.2017 | VC City Lens Krimpen           | 2:0 | Next Volley Dordrecht          | (25:21, 25:23)        |

### Grupa G
Miejsce: Sportpark Duinwetering, Noordwijk
Tabela
| Lp. | Drużyna          | Pkt | Mecze | Mecze | Mecze | Sety | Sety | Sety  | Małe punkty | Małe punkty | Małe punkty |
| Lp. | Drużyna          | Pkt | M     | W     | P     | wyg. | prz. | ratio | zdob.       | str.        | ratio       |
| --- | ---------------- | --- | ----- | ----- | ----- | ---- | ---- | ----- | ----------- | ----------- | ----------- |
| 1   | VELO Volleybal   | 4   | 3     | 2     | 1     | 4    | 2    | 2.000 | 141         | 116         | 1.216       |
| 2   | VC Spaarnestad   | 4   | 3     | 2     | 1     | 4    | 3    | 1.333 | 139         | 142         | 0.979       |
| 3   | NOVO Noordwijk   | 3   | 3     | 1     | 2     | 3    | 4    | 0.750 | 138         | 149         | 0.926       |
| 4   | Gemini-Kangeroes | 2   | 3     | 1     | 2     | 2    | 4    | 0.500 | 131         | 142         | 0.923       |

Wyniki spotkań
| Data       | Drużyna 1        |     | Drużyna 2        | Sety                  |
| ---------- | ---------------- | --- | ---------------- | --------------------- |
| 16.09.2017 | VC Spaarnestad   | 2:0 | Gemini-Kangeroes | (25:16, 25:23)        |
| 16.09.2017 | VELO Volleybal   | 2:0 | NOVO Noordwijk   | (25:14, 25:20)        |
| 16.09.2017 | VELO Volleybal   | 2:0 | VC Spaarnestad   | (25:15, 25:17)        |
| 16.09.2017 | Gemini-Kangeroes | 0:2 | NOVO Noordwijk   | (18:25, 24:26)        |
| 16.09.2017 | NOVO Noordwijk   | 1:2 | VC Spaarnestad   | (25:17, 16:25, 12:15) |
| 16.09.2017 | Gemini-Kangeroes | 2:0 | VELO Volleybal   | (25:20, 25:21)        |

### Grupa H
Miejsce: Sporthal Oostgaarde, Capelle aan den IJssel
Tabela
| Lp. | Drużyna               | Pkt | Mecze | Mecze | Mecze | Sety | Sety | Sety  | Małe punkty | Małe punkty | Małe punkty |
| Lp. | Drużyna               | Pkt | M     | W     | P     | wyg. | prz. | ratio | zdob.       | str.        | ratio       |
| --- | --------------------- | --- | ----- | ----- | ----- | ---- | ---- | ----- | ----------- | ----------- | ----------- |
| 1   | Maatwerkers VCN       | 6   | 3     | 3     | 0     | 6    | 0    | MAX   | 151         | 109         | 1.385       |
| 2   | VV Utrecht            | 4   | 3     | 2     | 1     | 4    | 3    | 1.333 | 154         | 143         | 1.077       |
| 3   | US                    | 3   | 3     | 1     | 2     | 3    | 5    | 0.600 | 152         | 163         | 0.933       |
| 4   | VC WIK Groot-Ammers 2 | 1   | 3     | 0     | 3     | 1    | 6    | 0.167 | 119         | 161         | 0.739       |

Wyniki spotkań
| Data       | Drużyna 1             |     | Drużyna 2             | Sety                  |
| ---------- | --------------------- | --- | --------------------- | --------------------- |
| 16.09.2017 | US                    | 0:2 | Maatwerkers VCN       | (17:25, 19:25)        |
| 16.09.2017 | VV Utrecht            | 2:0 | VC WIK Groot-Ammers 2 | (25:21, 25:16)        |
| 16.09.2017 | VV Utrecht            | 2:1 | US                    | (25:17, 19:25, 15:13) |
| 16.09.2017 | Maatwerkers VCN       | 2:0 | VC WIK Groot-Ammers 2 | (25:16, 25:12)        |
| 16.09.2017 | VC WIK Groot-Ammers 2 | 1:2 | US                    | (19:25, 25:21, 10:15) |
| 16.09.2017 | Maatwerkers VCN       | 2:0 | VV Utrecht            | (25:21, 26:24)        |

### Grupa I
Miejsce: IJsselhal, IJsselstein
Tabela
| Lp. | Drużyna        | Pkt | Mecze | Mecze | Mecze | Sety | Sety | Sety  | Małe punkty | Małe punkty | Małe punkty |
| Lp. | Drużyna        | Pkt | M     | W     | P     | wyg. | prz. | ratio | zdob.       | str.        | ratio       |
| --- | -------------- | --- | ----- | ----- | ----- | ---- | ---- | ----- | ----------- | ----------- | ----------- |
| 1   | AVV Keistad    | 6   | 3     | 3     | 0     | 6    | 2    | 3.000 | 167         | 145         | 1.152       |
| 2   | NVC Nieuwegein | 4   | 3     | 1     | 2     | 4    | 5    | 0.800 | 167         | 180         | 0.928       |
| 3   | VIVES          | 3   | 3     | 1     | 2     | 3    | 4    | 0.750 | 149         | 151         | 0.987       |
| 4   | Woudenberg     | 3   | 3     | 1     | 2     | 3    | 5    | 0.600 | 151         | 158         | 0.956       |

Wyniki spotkań
| Data       | Drużyna 1      |     | Drużyna 2      | Sety                  |
| ---------- | -------------- | --- | -------------- | --------------------- |
| 16.09.2017 | NVC Nieuwegein | 1:2 | Woudenberg     | (15:25, 25:23, 12:15) |
| 16.09.2017 | AVV Keistad    | 2:0 | VIVES          | (25:23, 25:20)        |
| 16.09.2017 | AVV Keistad    | 2:1 | NVC Nieuwegein | (21:25, 25:19, 15:10) |
| 16.09.2017 | Woudenberg     | 0:2 | VIVES          | (21:25, 19:25)        |
| 16.09.2017 | VIVES          | 1:2 | NVC Nieuwegein | (20:25, 25:21, 11:15) |
| 16.09.2017 | Woudenberg     | 1:2 | AVV Keistad    | (25:16, 12:25, 11:15) |

## 2. runda
| Punktacja: liczba punktów = liczba wygranych setów |

### Grupa A
Miejsce: Sportshall De Beemden, Bedum
Tabela
| Lp. | Drużyna                         | Pkt | Mecze | Mecze | Mecze | Sety | Sety | Sety  | Małe punkty | Małe punkty | Małe punkty |
| Lp. | Drużyna                         | Pkt | M     | W     | P     | wyg. | prz. | ratio | zdob.       | str.        | ratio       |
| --- | ------------------------------- | --- | ----- | ----- | ----- | ---- | ---- | ----- | ----------- | ----------- | ----------- |
| 1   | AH van Mierlo/Reflex            | 6   | 2     | 2     | 0     | 6    | 2    | 3.000 | 181         | 155         | 1.168       |
| 2   | Kenders Bouw-DIO/Bedum          | 3   | 2     | 1     | 1     | 3    | 3    | 1.000 | 138         | 130         | 1.062       |
| 3   | Nijhuis Technology Sudosa-Desto | 2   | 2     | 0     | 2     | 2    | 6    | 0.333 | 146         | 180         | 0.811       |

Wyniki spotkań
| Data       | Drużyna 1                       |     | Drużyna 2                       | Sety                               |
| ---------- | ------------------------------- | --- | ------------------------------- | ---------------------------------- |
| 21.10.2017 | AH van Mierlo/Reflex            | 3:2 | Nijhuis Technology Sudosa-Desto | (25:18, 21:25, 19:25, 25:15, 15:9) |
| 21.10.2017 | Kenders Bouw-DIO/Bedum          | 0:3 | AH van Mierlo/Reflex            | (22:25, 24:26, 17:25)              |
| 21.10.2017 | Nijhuis Technology Sudosa-Desto | 0:3 | Kenders Bouw-DIO/Bedum          | (18:25, 22:25, 14:25)              |

### Grupa B
Miejsce: Sporthal De Schalm, Ootmarsum
Tabela
| Lp. | Drużyna                   | Pkt | Mecze | Mecze | Mecze | Sety | Sety | Sety  | Małe punkty | Małe punkty | Małe punkty |
| Lp. | Drużyna                   | Pkt | M     | W     | P     | wyg. | prz. | ratio | zdob.       | str.        | ratio       |
| --- | ------------------------- | --- | ----- | ----- | ----- | ---- | ---- | ----- | ----------- | ----------- | ----------- |
| 1   | Webton Hengelo            | 6   | 2     | 2     | 0     | 6    | 1    | 6.000 | 179         | 148         | 1.209       |
| 2   | VoCASA Volleybal Nijmegen | 3   | 2     | 1     | 1     | 3    | 4    | 0.750 | 160         | 170         | 0.941       |
| 3   | Springendal Set-Up '65    | 2   | 2     | 0     | 2     | 2    | 6    | 0.333 | 183         | 204         | 0.897       |

Wyniki spotkań
| Data       | Drużyna 1                 |     | Drużyna 2                 | Sety                         |
| ---------- | ------------------------- | --- | ------------------------- | ---------------------------- |
| 21.10.2017 | Webton Hengelo            | 3:1 | Springendal Set-Up '65    | (25:19, 27:29, 25:23, 25:19) |
| 21.10.2017 | VoCASA Volleybal Nijmegen | 0:3 | Webton Hengelo            | (12:25, 21:25, 25:27)        |
| 21.10.2017 | Springendal Set-Up '65    | 1:3 | VoCASA Volleybal Nijmegen | (20:25, 29:27, 23:25, 21:25) |

### Grupa C
Miejsce: 't Huiken Multifunctioneel Centrum, Elburg
Tabela
| Lp. | Drużyna                       | Pkt | Mecze | Mecze | Mecze | Sety | Sety | Sety  | Małe punkty | Małe punkty | Małe punkty |
| Lp. | Drużyna                       | Pkt | M     | W     | P     | wyg. | prz. | ratio | zdob.       | str.        | ratio       |
| --- | ----------------------------- | --- | ----- | ----- | ----- | ---- | ---- | ----- | ----------- | ----------- | ----------- |
| 1   | Elburger Volleybal Vereniging | 6   | 2     | 2     | 0     | 6    | 2    | 3.000 | 184         | 154         | 1.195       |
| 2   | VV Compaen                    | 5   | 2     | 1     | 1     | 5    | 4    | 1.250 | 191         | 204         | 0.936       |
| 3   | Pelster/Cito Zeist            | 1   | 2     | 0     | 2     | 1    | 6    | 0.167 | 154         | 171         | 0.901       |

Wyniki spotkań
| Data       | Drużyna 1                     |     | Drużyna 2                     | Sety                               |
| ---------- | ----------------------------- | --- | ----------------------------- | ---------------------------------- |
| 21.10.2017 | Pelster/Cito Zeist            | 0:3 | Elburger Volleybal Vereniging | (21:25, 13:25, 24:26)              |
| 21.10.2017 | VV Compaen                    | 3:1 | Pelster/Cito Zeist            | (25:23, 27:25, 18:25, 25:23)       |
| 21.10.2017 | Elburger Volleybal Vereniging | 3:2 | VV Compaen                    | (21:25, 25:19, 22:25, 25:22, 15:5) |

### Grupa D
Miejsce: Sporthal Midland, Amersfoort
Tabela
| Lp. | Drużyna        | Pkt | Mecze | Mecze | Mecze | Sety | Sety | Sety  | Małe punkty | Małe punkty | Małe punkty |
| Lp. | Drużyna        | Pkt | M     | W     | P     | wyg. | prz. | ratio | zdob.       | str.        | ratio       |
| --- | -------------- | --- | ----- | ----- | ----- | ---- | ---- | ----- | ----------- | ----------- | ----------- |
| 1   | AVV Keistad    | 6   | 2     | 2     | 0     | 6    | 1    | 6.000 | 171         | 127         | 1.346       |
| 2   | CAS CRM ZVH    | 4   | 2     | 1     | 1     | 4    | 4    | 1.000 | 182         | 192         | 0.948       |
| 3   | VELO Volleybal | 2   | 2     | 0     | 2     | 2    | 6    | 0.333 | 146         | 180         | 0.811       |

Wyniki spotkań
| Data       | Drużyna 1      |     | Drużyna 2      | Sety                                |
| ---------- | -------------- | --- | -------------- | ----------------------------------- |
| 21.10.2017 | CAS CRM ZVH    | 1:3 | AVV Keistad    | (25:21, 18:25, 21:25, 13:25)        |
| 21.10.2017 | VELO Volleybal | 2:3 | CAS CRM ZVH    | (16:25, 25:18, 25:22, 19:25, 11:15) |
| 21.10.2017 | AVV Keistad    | 3:0 | VELO Volleybal | (25:21, 25:13, 25:16)               |

### Grupa E
Miejsce: Sporthal Trasselt, Hoogeveen
Tabela
| Lp. | Drużyna                   | Pkt | Mecze | Mecze | Mecze | Sety | Sety | Sety  | Małe punkty | Małe punkty | Małe punkty |
| Lp. | Drużyna                   | Pkt | M     | W     | P     | wyg. | prz. | ratio | zdob.       | str.        | ratio       |
| --- | ------------------------- | --- | ----- | ----- | ----- | ---- | ---- | ----- | ----------- | ----------- | ----------- |
| 1   | MKB Accountants/VCV       | 5   | 2     | 1     | 1     | 5    | 4    | 1.250 | 192         | 194         | 0.990       |
| 2   | De Witte Olhaco Hoogeveen | 5   | 2     | 1     | 1     | 5    | 5    | 1.000 | 209         | 204         | 1.025       |
| 3   | HLB Van Daal/DS           | 4   | 2     | 1     | 1     | 4    | 5    | 0.800 | 196         | 199         | 0.985       |

Wyniki spotkań
| Data       | Drużyna 1                 |     | Drużyna 2                 | Sety                                |
| ---------- | ------------------------- | --- | ------------------------- | ----------------------------------- |
| 21.10.2017 | MKB Accountants/VCV       | 2:3 | De Witte Olhaco Hoogeveen | (25:19, 13:25, 23:25, 26:24, 7:15)  |
| 21.10.2017 | HLB Van Daal/DS           | 1:3 | MKB Accountants/VCV       | (21:25, 21:25, 25:23, 19:25)        |
| 21.10.2017 | De Witte Olhaco Hoogeveen | 2:3 | HLB Van Daal/DS           | (24:26, 14:25, 25:21, 25:23, 13:15) |

### Grupa F
Miejsce: Sporthal Schalkhaar, Schalkhaar
Tabela
| Lp. | Drużyna         | Pkt | Mecze | Mecze | Mecze | Sety | Sety | Sety  | Małe punkty | Małe punkty | Małe punkty |
| Lp. | Drużyna         | Pkt | M     | W     | P     | wyg. | prz. | ratio | zdob.       | str.        | ratio       |
| --- | --------------- | --- | ----- | ----- | ----- | ---- | ---- | ----- | ----------- | ----------- | ----------- |
| 1   | Maatwerkers VCN | 6   | 2     | 2     | 0     | 6    | 2    | 3.000 | 195         | 162         | 1.204       |
| 2   | Volley Tilburg  | 4   | 2     | 1     | 1     | 4    | 3    | 1.333 | 156         | 159         | 0.981       |
| 3   | Avior           | 1   | 2     | 0     | 2     | 1    | 6    | 0.167 | 142         | 172         | 0.826       |

Wyniki spotkań
| Data       | Drużyna 1       |     | Drużyna 2       | Sety                         |
| ---------- | --------------- | --- | --------------- | ---------------------------- |
| 21.10.2017 | Volley Tilburg  | 3:0 | Avior           | (25:20, 25:20, 25:21)        |
| 21.10.2017 | Maatwerkers VCN | 3:1 | Volley Tilburg  | (23:25, 25:19, 25:18, 25:19) |
| 21.10.2017 | Avior           | 1:3 | Maatwerkers VCN | (25:22, 15:25, 18:25, 23:25) |

### Grupa G
Miejsce: Gymzaal de Korref, Meijel
Tabela
| Lp. | Drużyna              | Pkt | Mecze | Mecze | Mecze | Sety | Sety | Sety  | Małe punkty | Małe punkty | Małe punkty |
| Lp. | Drużyna              | Pkt | M     | W     | P     | wyg. | prz. | ratio | zdob.       | str.        | ratio       |
| --- | -------------------- | --- | ----- | ----- | ----- | ---- | ---- | ----- | ----------- | ----------- | ----------- |
| 1   | Sliedrecht Sport     | 6   | 2     | 2     | 0     | 6    | 0    | MAX   | 75          | 61          | 1.230       |
| 2   | Peelpush             | 3   | 2     | 1     | 1     | 3    | 4    | 0.750 | 163         | 151         | 1.079       |
| 3   | VC City Lens Krimpen | 1   | 2     | 0     | 2     | 1    | 6    | 0.167 | 76          | 102         | 0.745       |

Wyniki spotkań
| Data       | Drużyna 1            |     | Drużyna 2            | Sety                         |
| ---------- | -------------------- | --- | -------------------- | ---------------------------- |
| 16.09.2017 | Sliedrecht Sport     | 3:0 | Peelpush             | (25:22, 25:20, 25:19)        |
| 16.09.2017 | VC City Lens Krimpen | 0:3 | Sliedrecht Sport     | walkower                     |
| 16.09.2017 | Peelpush             | 3:1 | VC City Lens Krimpen | (25:17, 25:13, 27:29, 25:17) |

## Faza pucharowa

### 1/8 finału
| Data       | Drużyna 1                     |     | Drużyna 2                          | Sety                                |
| ---------- | ----------------------------- | --- | ---------------------------------- | ----------------------------------- |
| 18.11.2017 | Maatwerkers VCN               | 0:3 | SV Land Taurus                     | (18:25, 15:25, 16:25)               |
| 18.11.2017 | AVV Keistad                   | 0:3 | Inter Rijswijk                     | (16:25, 18:25, 21:25)               |
| 18.11.2017 | Sliedrecht Sport              | 3:2 | Draisma Dynamo Apeldoorn           | (25:20, 25:22, 19:25, 18:25, 16:14) |
| 18.11.2017 | Vallei Volleybal Prins        | 2:3 | Coníche Topvolleybal Zwolle        | (23:25, 31:29, 21:25, 25:18, 15:17) |
| 18.11.2017 | AH van Mierlo/Reflex          | 0:3 | Seesing Personeel Orion Doetinchem | (16:25, 22:25, 23:25)               |
| 18.11.2017 | MKB Accountants/VCV           | 2:3 | Advisie/SSS                        | (24:26, 25:22, 28:26, 21:25, 8:15)  |
| 21.11.2017 | Elburger Volleybal Vereniging | 0:3 | Webton Hengelo                     | (20:25, 23:25, 21:25)               |
| 19.11.2017 | Abiant Lycurgus Groningen     | 3:1 | VV Zaanstad                        | (25:16, 22:25, 25:21, 25:11)        |

### Ćwierćfinały
| Data       | Drużyna 1                          |     | Drużyna 2                   | Sety                         |
| ---------- | ---------------------------------- | --- | --------------------------- | ---------------------------- |
| 13.12.2017 | SV Land Taurus                     | 3:1 | Inter Rijswijk              | (25:19, 25:14, 22:25, 25:19) |
| 12.12.2017 | Sliedrecht Sport                   | 3:0 | Coníche Topvolleybal Zwolle | (25:20, 25:7, 25:13)         |
| 13.12.2017 | Seesing Personeel Orion Doetinchem | 3:0 | Advisie/SSS                 | (25:20, 25:20, 25:19)        |
| 13.12.2017 | Webton Hengelo                     | 0:3 | Abiant Lycurgus Groningen   | (22:25, 19:25, 19:25)        |

### Półfinały
| Data       | Drużyna 1                          |     | Drużyna 2                 | Sety                                |
| ---------- | ---------------------------------- | --- | ------------------------- | ----------------------------------- |
| 10.01.2018 | SV Land Taurus                     | 3:1 | Sliedrecht Sport          | (25:23, 22:25, 25:18, 25:18)        |
| 24.01.2018 | SV Land Taurus                     | 2:3 | Sliedrecht Sport          | (27:25, 20:25, 32:34, 25:20, 11:15) |
| 10.01.2018 | Seesing Personeel Orion Doetinchem | 2:3 | Abiant Lycurgus Groningen | (21:25, 17:25, 25:21, 25:19, 7:15)  |
| 24.01.2018 | Seesing Personeel Orion Doetinchem | 2:3 | Abiant Lycurgus Groningen | (26:24, 25:22, 22:25, 17:25, 7:15)  |

### Finał
| Data       | Drużyna 1      |     | Drużyna 2                 | Sety                                |
| ---------- | -------------- | --- | ------------------------- | ----------------------------------- |
| 18.02.2018 | SV Land Taurus | 3:2 | Abiant Lycurgus Groningen | (19:25, 26:24, 25:23, 13:25, 15:13) |